# Іменник (ювелірна справа)
Іменни́к — (рос. клеймо, англ. stamp, нім. Marke f, нім. Stempelung f) — у ювелірній справі, спеціальний знак, що засвідчує виготовлювача ювелірних та побутових виробів із дорогоцінних металів. Суб'єкти підприємницької діяльності, які виготовляють ювелірні та побутові вироби з дорогоцінних металів, зобов'язані мати іменник, відбиток якого проставляється виготовлювачем на всіх виробах. Відбиток іменника щорічно підлягає реєстрації в органах державного пробірного контролю. Використання іменника, не зареєстрованого в органах державного пробірного контролю, забороняється